# NGC 4081
NGC 4081 é uma galáxia espiral (Sa) localizada na direcção da constelação de Ursa Major. Possui uma declinação de +64° 26' 14" e uma ascensão recta de 12 horas, 04 minutos e 33,2 segundos.
A galáxia NGC 4081 foi descoberta em 18 de Junho de 1884 por Lewis A. Swift.